# Jaume Comas
Jaume Comas Font (nacido en Premiá de Mar, Barcelona, el 2 de agosto de 1974) es un exjugador y entrenador de baloncesto español. Con 1,86 metros de altura y un peso 77 kg jugaba en la posición de base. Fue internacional con la selección de baloncesto de España en los Juegos Olímpicos de Atenas 2004. Es el jugador con más partidos disputados del Plus Pujol Lleida. Actualmente es entrenador ayudante del FC Barcelona B, de la LEB Plata.

## Clubes como jugador
- 1993-1994: Premià (Segunda División)
- 1994-1995: Mataró (Segunda División)
- 1995-1996: Viatges Aliguer Pineda (Liga EBA)
- 1996-1997: Viatges Aliguer Pineda (Liga LEB)
- 1997-1998: Caja Rural Melilla (Liga LEB)
- 1998-1999: Círculo Badajoz (Liga LEB)
- 1999-2000: Caprabo Lleida (Liga LEB)
- 2000: Cantabria Lobos (Liga ACB)
- 2000-2001: Caprabo Lleida (Liga LEB)
- 2001-2005: Caprabo Lleida (Liga ACB)
- 2005-2007: Plus Pujol Lleida (Liga LEB)
- 2007-2008: Plus Pujol Lleida (Liga LEB Oro)
- 2008-2009: CB Sant Josep Girona (Liga LEB Bronce)
- 2009-2011: Club Bàsquet Prat (Liga LEB Plata)

## Clubes como entrenador
- 2015-Actualidad: FC Barcelona B (Asistente) (Liga LEB Oro)

## Palmarés como jugador
- 2000-2001 Campeón de la liga LEB
- 2002-2003 Campeón de la Lliga Catalana ACB
- 2003-2004 Campeón de la Lliga Catalana ACB
- 2007-2008 Campeón de la Lliga Catalana LEB

## Consideraciones individuales
- 2003-2004 Caprabo Lleida. Jugador de la Semana de la liga ACB. Jornada 27.
- 2003-2004 Jugador Nacional del Mes de abril de la liga ACB
- 2004 Internacional con la selección española en los Juegos Olímpicos de Atenas